# 미요촌 (니가타현)
미요촌(三用村)은 니가타현 미나미우오누마군에 설치되었던 촌이다. 현재의 미나미우오누마시에 해당한다.